# Schule mit besonderem Bildungsschwerpunkt
Schule mit besonderem Bildungsschwerpunkt, bei allgemeinbildenden Schulen mit autonomer Schwerpunktsetzung oder mit besonderer Berücksichtigung beziehungsweise bei den berufsbildenden Schulen mit Ausbildungsschwerpunkt, nennt man im Bildungssystem in Österreich Schulen, die im Rahmen der Schulautonomie einen vom Grundtypus der Schule abweichenden Lehrplan mit speziellen Bildungsinhalten und Bildungszielen haben.

## Schulversuche, Schulschwerpunkte, Schulformen
Diese Schwerpunkte werden im allgemein zuerst in Form eines Schulversuchs erarbeitet, erfolgreiche Konzepte entwickeln sich dann zu eigenständigen Schulformen – so bildet heute etwa das Wirtschaftskundliche Realgymnasium eine vollständig eigenständige Schulform neben dem Realgymnasium und dem (allgemeinen) Gymnasium.

## Schulformen besonderer Bildungsschwerpunkte
Schwerpunkte gibt es:
- Volksschule: keine besonderen Lehrpläne, aber als Bezeichnung etwa Musikvolksschule
- Hauptschule mit Autonomieschwerpunkt/unter besonderer Berücksichtigung:
  - Fremdsprachen;
  - Naturwissenschaftlich-technischer Bereich;
  - Informationstechnologien;
  - Interessens- und Begabungsförderung;
  - Integration und interkulturelles Lernen;
  - Methoden Lernen/Eigenverantwortliches Arbeiten;
  - Soziales Lernen;
  - Musisch-kreativer Bereich/musische Ausbildung (Musikhauptschule);
  - Sport und Gesundheit/sportliche Ausbildung (Sporthauptschule)
- Gymnasium (G)/Realgymnasium (RG)/Wirtschaftskundliches Realgymnasium (WRG) mit schulautonomer Schwerpunktsetzung/unter besonderer Berücksichtigung/Oberstufenrealgymnasium (ORG) mit besonderer Ausbildung:
  - Fremdsprachen (G/RG/WRG/ORG, Neusprachliches Gymnasium);
  - Mathematik (5.–8. Klasse G);
  - Mathematik, Naturwissenschaften (5.–8. Klasse WRG);
  - naturkundlich-technischer Schwerpunkt (1.–4. Klasse G/WRG);
  - technischer Schwerpunkt (5.–9. Klasse ORG)
  - Darstellende Geometrie (5.–8. Klasse RG/ORG);
  - Informatik (1.–4. Klasse) / Informations- und Kommunikationstechnologie (5.–8. Klasse, beide G/RG/WRG/am ORG 5.–9. Klasse)
  - ökologischem Schwerpunkt (G/RG/WRG/ORG), ergänzender Unterricht in Biologie und Umweltkunde (ORG)
  - mit ergänzendem Unterricht in Biologie und Umweltkunde, Physik sowie Chemie (5.–8. Klasse RG);
  - humanistischer Schwerpunkt (5.–8. Klasse G/WRG/ORG, Humanistisches Gymnasium);
  - gesellschafts- und wirtschaftskundlicher Schwerpunkt/Wirtschaft (G/RG/WRG);
  - interkulturellem Schwerpunkt (1.–4. Klasse G/WRG);
  - künstlerisch-kreativem Schwerpunkt/musischer Ausbildung (G/RG/WRG/ORG), auch mit Instrumentalunterricht oder Bildnerisches Gestalten und Werkerziehung (ORG, alle Formen Musisches Gymnasium);
  - Gesundheit und Ernährung (1.–4. Klasse G/WRG);
  - bewegungsorientierter Schwerpunkt / Sport / sportliche Ausbildung (G/RG/WRG/ORG, auch ORG für Leistungssportler, Sportgymnasium); speziell auch ORG für Schisportler (Schigymnasium)
  - sonstiger autonomer Schwerpunkt
- die Schwerpunkte der berufsbildenden Schulen (wie HTL, Handelsakademie und anderen) entsprechen der Berufsklassifikation und deren Fachrichtungen beziehungsweise speziellen Berufsqualifikationen
- daneben finden sich viel der grundlegenden Schularten mit besonderer Berücksichtigung der Minderheitensprachen in Österreich (bilingualer Unterricht).